# آزمون بیوره

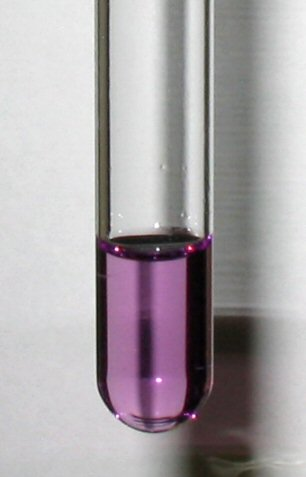
رنگ مشخصه یک تست مثبت بیوره

آزمایش بیوره که با نام آزمون پیوتروسکی نیز شناخته می‌شود، یک آزمایش شیمیایی برای تشخیص وجود پیوندهای پپتیدی در نمونه است. در حضور پپتیدها، یون مس (II) موجب تشکیل یک ترکیب کمپلکس بنفش-ارغوانی رنگ در محلول قلیایی می‌شود. انواع مختلفی از این آزمایش توسعه داده شده‌اند، که از جمله آن‌ها می‌توان به آزمایش بی‌سی‌ای (BCA Test) و آزمایش اصلاح شده لوری (Modified Lowry Test) اشاره کرد.
از واکنش بیوره می‌توان عملاً می‌توان برای تعیین مقدار کمی غلظت پروتئین موجود در نمونه استفاده کرد. میان شدت رنگ و میزان جذب نور توسط نمونه رابطه‌ای وجود دارد که این رابطه توسط قانون بیر-لامبرت قابل توضیح است.